# La Barre-en-Ouche
La Barre-en-Ouche és un municipi francès situat al departament de l'Eure i a la regió de Normandia. L'any 2007 tenia 926 habitants.

## Demografia

### Població
El 2007 la població de fet de La Barre-en-Ouche era de 926 persones. Hi havia 384 famílies, de les quals 123 eren unipersonals (54 homes vivint sols i 69 dones vivint soles), 142 parelles sense fills, 100 parelles amb fills i 19 famílies monoparentals amb fills.
La població ha evolucionat segons el següent gràfic:
Habitants censats

### Habitatges
El 2007 hi havia 472 habitatges, 396 eren l'habitatge principal de la família, 39 eren segones residències i 37 estaven desocupats. 382 eren cases i 90 eren apartaments. Dels 396 habitatges principals, 246 estaven ocupats pels seus propietaris, 137 estaven llogats i ocupats pels llogaters i 13 estaven cedits a títol gratuït; 11 tenien una cambra, 36 en tenien dues, 96 en tenien tres, 112 en tenien quatre i 141 en tenien cinc o més. 297 habitatges disposaven pel capbaix d'una plaça de pàrquing. A 216 habitatges hi havia un automòbil i a 120 n'hi havia dos o més.

### Piràmide de població
La piràmide de població per edats i sexe el 2009 era:
| Homes | Edats   | Dones |
| ----- | ------- | ----- |
| 0     | 95 o +  | 0     |
| 8     | 90 a 94 | 4     |
| 16    | 85 a 89 | 12    |
| 0     | 80 a 84 | 12    |
| 12    | 75 a 79 | 20    |
| 32    | 70 a 74 | 32    |
| 12    | 65 a 69 | 28    |
| 32    | 60 a 64 | 20    |
| 28    | 55 a 59 | 24    |
| 20    | 50 a 54 | 16    |
| 20    | 45 a 49 | 28    |
| 16    | 40 a 44 | 8     |
| 28    | 35 a 39 | 36    |
| 16    | 30 a 34 | 32    |
| 20    | 25 a 29 | 20    |
| 12    | 20 a 24 | 12    |
| 28    | 15 a 19 | 28    |
| 32    | 10 a 14 | 36    |
| 16    | 5 a 9   | 16    |
| 20    | 0 a 4   | 16    |

## Economia
El 2007 la població en edat de treballar era de 537 persones, 378 eren actives i 159 eren inactives. De les 378 persones actives 325 estaven ocupades (173 homes i 152 dones) i 53 estaven aturades (29 homes i 24 dones). De les 159 persones inactives 59 estaven jubilades, 30 estaven estudiant i 70 estaven classificades com a «altres inactius».

### Ingressos
El 2009 a La Barre-en-Ouche hi havia 398 unitats fiscals que integraven 890 persones, la mediana anual d'ingressos fiscals per persona era de 14.259 €.

### Activitats econòmiques
Dels 70 establiments que hi havia el 2007, 1 era d'una empresa extractiva, 4 d'empreses alimentàries, 1 d'una empresa de fabricació d'altres productes industrials, 13 d'empreses de construcció, 14 d'empreses de comerç i reparació d'automòbils, 5 d'empreses de transport, 6 d'empreses d'hostatgeria i restauració, 3 d'empreses financeres, 1 d'una empresa immobiliària, 4 d'empreses de serveis, 9 d'entitats de l'administració pública i 9 d'empreses classificades com a «altres activitats de serveis».
Dels 29 establiments de servei als particulars que hi havia el 2009, 1 era una oficina de correu, 2 oficines bancàries, 1 funerària, 5 tallers de reparació d'automòbils i de material agrícola, 1 autoescola, 2 paletes, 3 guixaires pintors, 1 fusteria, 4 lampisteries, 1 electricista, 1 empresa de construcció, 2 perruqueries, 4 restaurants i 1 saló de bellesa.
Dels 7 establiments comercials que hi havia el 2009, 1 era un hipermercat, 1 un supermercat, 2 fleques, 1 una fleca, 1 una sabateria i 1 una joieria.
L'any 2000 a La Barre-en-Ouche hi havia 29 explotacions agrícoles que ocupaven un total de 660 hectàrees.

## Equipaments sanitaris i escolars
El 2009 hi havia 1 farmàcia i 1 ambulància.
El 2009 hi havia una escola elemental. La Barre-en-Ouche disposava d'un col·legi d'educació secundària amb 203 alumnes.

## Poblacions properes
El següent diagrama mostra les poblacions més properes.